# 藍村路駅
座標: 北緯31度12分50秒 東経121度31分24秒 / 北緯31.21389度 東経121.52333度
藍村路駅（らんそんろ-えき）は中華人民共和国上海市浦東新区に位置する4号線と6号線の駅である。

## 利用可能な鉄道路線
上海地下鉄
■4号線
■6号線

## 駅構造

### 4号線
- 島式ホーム1面2線の地下駅。

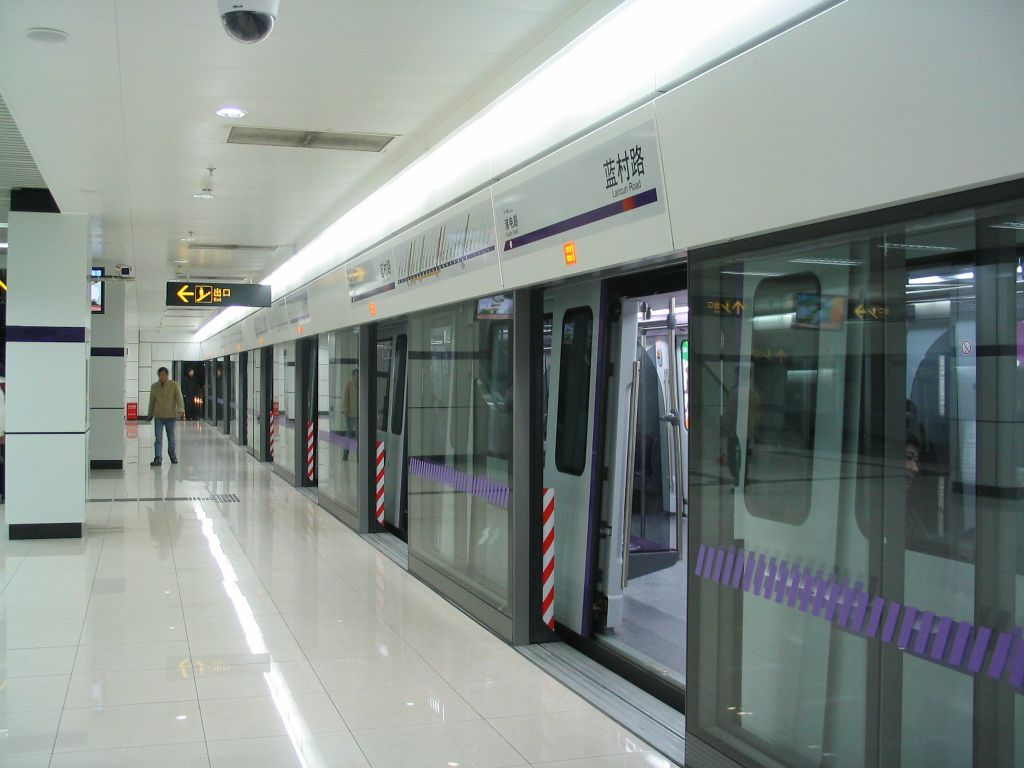
4号線ホーム

### 6号線
- 島式ホーム1面2線の地下駅。

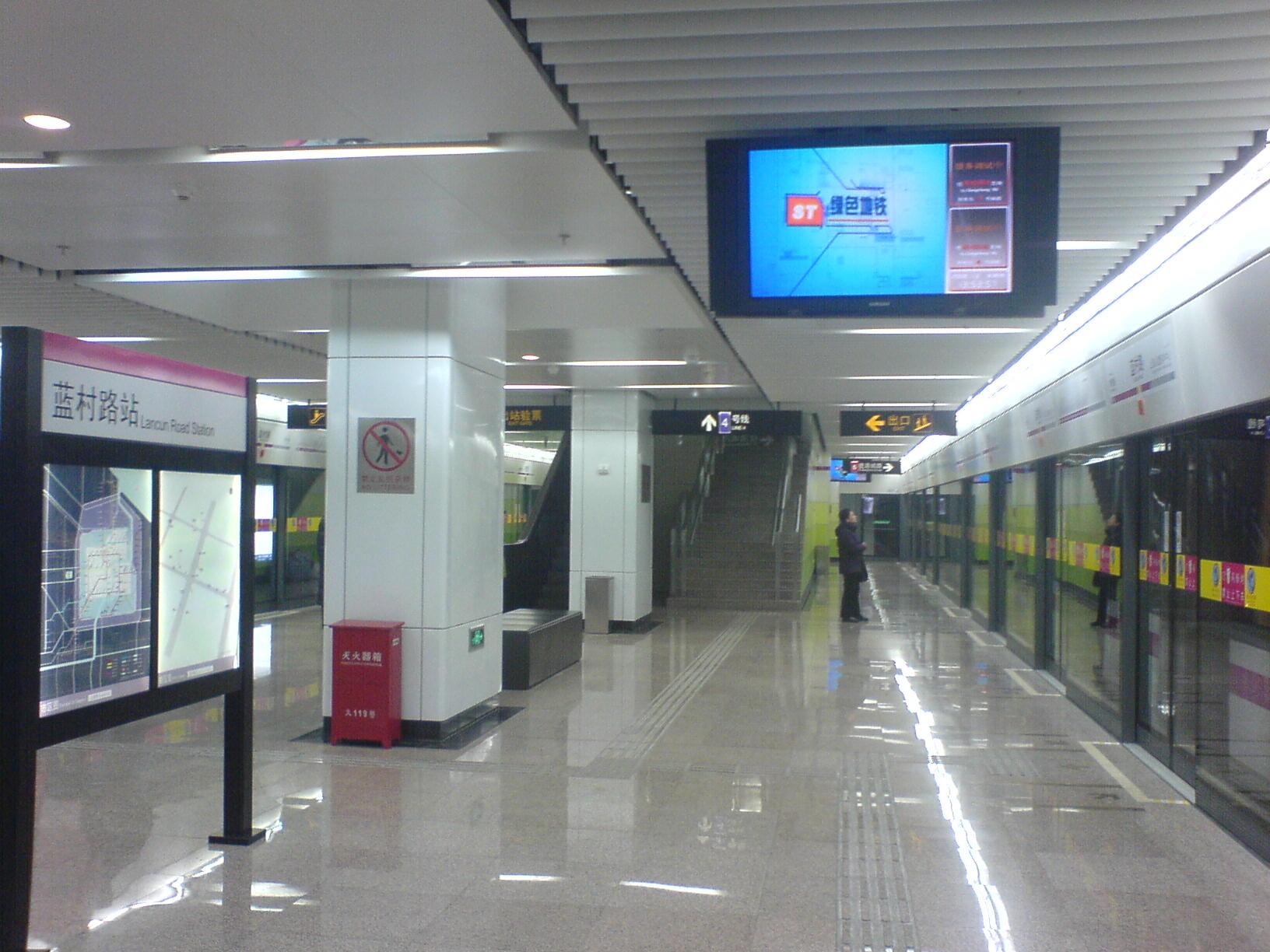
6号線ホーム

## 歴史
- 2005年12月31日 - 4号線開通。
- 2007年12月29日 - 6号線開通。

## 隣の駅
上海地下鉄
■4号線
向城路駅 - 藍村路駅 - 塘橋駅
■6号線
浦電路駅 - 藍村路駅 - 上海児童医学中心駅